# Stephan Protschka
Stephan Protschka (nascido em 8 de novembro de 1977) é um político alemão. Nascido em Dingolfing, Baviera, ele representa a Alternativa para a Alemanha (AfD). Stephan Protschka é membro do Bundestag do estado da Baviera desde 2017.

## Vida
Ele tornou-se membro do bundestag após as eleições federais alemãs de 2017. Ele é membro do Comité de Alimentação e Agricultura.